# アグネスゴールド
アグネスゴールド（欧字名:Agnes Gold、1998年4月10日 - 2021年9月27日）は、日本の競走馬、日本、アメリカ、およびブラジルの種牡馬。主な勝ち鞍に2001年のきさらぎ賞、スプリングステークス。
1998年のセレクトセール当歳において8,000万円で取引された。

## 競走馬時代
僚馬アグネスタキオン（以下タキオン）が新馬勝ちを飾った翌日アグネスゴールド（以下ゴールド）も新馬戦を勝ち、2頭揃ってデビュー戦を勝ち上がる。明け3歳初戦の若駒ステークスを「イマイチの内容」（河内洋）ながら制し2連勝となったゴールドはきさらぎ賞へと駒を進める。
管理調教師の長浜博之はきさらぎ賞当時「ゴールドが力を発揮できるのはマイル以下かも」と話し、きさらぎ賞優勝時にも皐月賞でのタキオンとの対決に関し明言を避けるほどゴールドの進路には慎重になっており、両馬の主戦騎手を務めた河内洋も2頭の実力を「甲乙つけがたい」と評した。
続くスプリングステークスではここまで後方からの追い込みで勝ち星を重ねてきた内容から一転し、中団から差す競馬で重賞2連勝。多頭数が予想される本番皐月賞を見据え「後方一気のパターンだけでは心配、前で競馬ができるか」を課題にし挑んだ陣営を安堵させた。
この勝利により長浜はゴールドの皐月賞参戦を明言。また河内がタキオン・ゴールドのどちらを選択するかは「河内に委ねる」とし、皐月賞の焦点は同厩舎・同生産者・同馬主による無敗馬同士の対決となった。しかしその勝利の翌日の3月19日、右前脚の橈骨遠位端骨折が判明しクラシック戦線から離脱。この故障により河内はタキオンへの騎乗が決定、同馬で皐月賞を制覇している。しかし、タキオンもこのレース後に左前浅屈腱炎を発症し日本ダービーへの出走を断念、その後復帰することなく現役を引退した。
ゴールドは半年の休養を経て秋に復帰、一時は菊花賞を回避し天皇賞（秋）へと向かうプランもあったなか、結局菊花賞に参戦となるが成果なく敗退。河内はこの敗戦を「やっぱり距離」と振り返り、以後は中距離路線へと転進することとなった。その初戦となる鳴尾記念で3着と結果を出し「いい頃の感じに戻ってきた。これからが楽しみ。」（河内）と復活の兆しを見せたものの次走に予定していた京都金杯を右飛節に軟腫が認められたため回避し、1年以上に及ぶ長期休養に入ることとなる。
当初は2003年の札幌記念で復帰予定だったが、僚馬のタキオンが引退に追い込まれた左前浅屈腱炎を発症し、現役を引退した。

## 競走成績
以下の内容は、netkeiba.comおよびJBISサーチの情報に基づく。
| 年月日 | 年月日 | 年月日 | 競馬場 | 競走名      | 格   | 頭数 | オッズ （人気） | オッズ （人気） | 着順 | 騎手   | 斤量 | 距離（馬場）  | タイム （上り3F） | タイム 差 | 勝ち馬/（2着馬）     |
| 2000   | 12.    | 3      | 阪神   | 3歳新馬     |      | 11   | 2.7             | （2人）         | 1着  | 河内洋 | 54   | 芝1600m（良） | 1:37.2 (33.9)     | -0.1      | （エアセンス）       |
| 2001   | 1.     | 22     | 京都   | 若駒S       | OP   | 9    | 2.0             | （1人）         | 1着  | 河内洋 | 55   | 芝2000m（良） | 2:02.6 (34.7)     | -0.1      | （ダイイチダンヒル） |
|        | 2.     | 11     | 京都   | きさらぎ賞  | GIII | 12   | 1.9             | （1人）         | 1着  | 河内洋 | 55   | 芝1800m（良） | 1:47.9 (34.4)     | -0.1      | （ダンツフレーム）   |
|        | 3.     | 18     | 中山   | スプリングS | GII  | 16   | 1.4             | （1人）         | 1着  | 河内洋 | 56   | 芝1800m（良） | 1:50.1 (35.2)     | -0.1      | （シンコウカリド）   |
|        | 9.     | 23     | 阪神   | 神戸新聞杯  | GII  | 12   | 7.1             | （4人）         | 8着  | 河内洋 | 56   | 芝2000m（良） | 2:00.3 (34.5)     | 0.8       | エアエミネム         |
|        | 10.    | 21     | 京都   | 菊花賞      | GI   | 15   | 9.8             | （5人）         | 8着  | 河内洋 | 57   | 芝3000m（良） | 3:08.1 (34.9)     | 0.9       | マンハッタンカフェ   |
|        | 12.    | 9      | 阪神   | 鳴尾記念    | GIII | 13   | 3.4             | （2人）         | 3着  | 河内洋 | 56   | 芝2000m（良） | 1:59.9 (35.2)     | 0.1       | メイショウオウドウ   |

## 種牡馬時代
2004年シーズンよりレックススタッドにて種牡馬となり62頭に種付けを行った。
2005年にファーストクロップとなる産駒が誕生しその後32頭が血統登録された。この年は35頭に種付けを行った。
2007年、アメリカ・フロリダ州のラムホールサウスに移動した。初供用年の種付料は5000ドル（当時約60万円）。7月に荒尾競馬場で行われたレースで産駒のケイウンショウリが勝利し、これが地方競馬、中央競馬通じての産駒初勝利となった。
2008年、1月6日に中山競馬場で行われた3歳未勝利戦をコスモザガリアが制し、産駒が中央競馬で初勝利を挙げた。6月5日の兵庫ダービーでバンバンバンクが勝利、地方・中央通じて産駒の重賞初制覇となった。
2008年にブラジルへ輸出。2012年にこの地での初年度産駒からブラジル重賞勝ち馬を送り出し、2013年には産駒によるG1制覇を成し遂げる。
2019-2020シーズンはマイスキーボニータがリオデジャネイロ牝馬二冠馬に、2020-2021シーズンはジャネールモネイが無敗でリオデジャネイロ牝馬三冠馬となった。また、2020-2021シーズンにはオリンピッククレムリンがブラジルダービーと呼ばれるクルセイ・ド・スル賞を勝利した。
2020年、生殖能力を喪失したことにより種牡馬を引退。功労馬として繋養先のブラジルで余生を送っていたが翌2021年、骨折が原因で9月27日に死亡した。
2019/20、2020/21、2021/22の3シーズン連続でブラジルにおける種牡馬リーディングを獲得している。

### 主な産駒
- 2005年産
  - バンバンバンク（兵庫ダービー、楠賞2勝、新春賞）

- 2006年産
  - ヴィクトリーパール（ローレル賞）

- 2009年産
  - アントネラベイビー / Antonella Baby（エンリケ・ポッソーロ大賞、伯G2カルロス・テレス&カルロス・ジルベルト・ダ・ロチャ・ファリア大賞、伯G3ジョアオ・アデマール&ネルソン・デ・アルメイダ・プラド大賞）
  - アビジャン / Abidjan（ゼリア・ゴンザガ・ペイショト・デ・カストロ大賞）
  - エネルジアフリビー / Energia Fribby（ディアナ大賞、伯G2カルロス・テレス&カルロス・ジルベルト・ダ・ロチャ・ファリア大賞、伯G3ジョアオ・アデマール&ネルソン・デ・アルメイダ・プラド大賞）
  - エネルジアエレガンテ / Energia Elegante（伯G2フランシスコ・ヴィエラ・デ・ポーラ・マチャド大賞、伯G3ルイス・フェルナンド・シルネ・リマ大賞）

- 2014年産
  - サイレンスイズゴールド / Silence Is Gold（マルガリーダ・ポラク・ララ大賞）
- 2015年産
  - エヴェア / Hevea（OSAF大賞）
  - ゴールデンパシフィック / Golden Pacific（伯G2GP25デジャネイロ）
- 2016年産
  - アイヴァ― / Ivar（グランクリテリウム大賞、エストレージャスジュベナイル大賞、シャドウェルターフマイルステークス[7]）
  - マイスキーボニータ / Mais Que Bonita（エンリケポッソーロ大賞、ディアナ大賞、伯G2オンズデジューロ大賞）
  - アブダビ / Abu Dhabi（クルセイ・ド・スル賞）
  - インラヴ / In Love（キーンランドターフマイルステークス）
- 2017年産
  - オンラレアル / Honra Real（モンテビデオ市大賞）
  - ジャネールモネイ / Janelle Monae（リオデジャネイロ牝馬三冠[注 1]）
  - クーロエカミーチャ / Culo E Camicia、ペガサスヒーロー / Pegasus Hero[注 2][8]（フランシスコ・エドゥアルド・デ・ポーラ・マチャド大賞[9]）
  - オリンピッククレムリン / Olympic Kremlin（クルセイ・ド・スル賞）
  - ネパール / Nepal（伯G2ジュリオ・カプア）
- 2018年産
  - オルフェネグロ / Orfeu Negro（ブラジルジョッキークラブ大賞、イピランガ大賞）
  - オリンピックラスパルマス / Olympic Las Palmas（ピラシカーバ男爵大賞）
  - オンライン / Online（フランシスコ・エドゥアルド・デ・ポーラ・マチャド大賞、G3フレデリーコ・ラングレン[10]）
  - ラルヴィエール / La Louviere（伯G3マリアーノ・プロコピオ）
  - ルックオブラブ / Look Of Love（ディアナ大賞[11]）
  - ジャスティスガール / Justice Girl（伯G2オンジ・ヂ・ジューリョ）
- 2021年産
  - ネバーウォークアローン / Never Walk Alone (エストレジャス大賞ジュベナイルフィリーズ)

※太字はG1競走

### ブラジルにおける主要な産駒成績
サンパウロ（シダーデジャルディン競馬場）のサンパウロ・ジョッキークラブ主催
|                | サンパウロ3歳三冠              | サンパウロ3歳三冠      | サンパウロ3歳三冠                          | サンパウロ3歳牝馬三冠                       | サンパウロ3歳牝馬三冠 | サンパウロ3歳牝馬三冠 | サンパウロ大賞 | 出典                                             |
| イピランガ大賞 | サンパウロジョッキークラブ大賞 | ダービーパウリスタ大賞 | ピラシカーバ男爵大賞                       | エンリケトレドララ大賞                      | ディアナ大賞          |                       | サンパウロ大賞 | 出典                                             |
| -------------- | ------------------------------ | ---------------------- | ------------------------------------------ | ------------------------------------------- | --------------------- | --------------------- | -------------- | ------------------------------------------------ |
| 2020-2021      | -                              | 12着：Bacilo           | 2着：Olympic Kremlin 4着：Olympic Korchnoi | -                                           | -                     | -                     | 2着：Novo Sol  | [ 13 ] [ 14 ] [ 15 ] [ 16 ] [ 17 ] [ 18 ] [ 19 ] |
| 2021-2022      | 1着：Orfeu Negro               | -                      | 14着：Olympic Lawyer                       | 1着：Olympic Las Palmas 4着：Olympic London | 3着：Olympic London   | 5着：Oak Flavour      |                | [ 20 ] [ 21 ] [ 22 ] [ 23 ] [ 24 ] [ 25 ]        |

リオデジャネイロ（ガベア競馬場）のジョッキークラブ・ブラジレイロ主催
| シーズン  | リオデジャネイロ3歳三冠                                         | リオデジャネイロ3歳三冠 | リオデジャネイロ3歳三冠                                                             | リオデジャネイロ3歳牝馬三冠                                                                 | リオデジャネイロ3歳牝馬三冠                                                              | リオデジャネイロ3歳牝馬三冠                                                  | ブラジル大賞                                        | 出典                                             |
| シーズン  | リオデジャネイロ州大賞                                          | フランシスコパウラマチャド大賞 | クルセイ・ド・スル賞                                                                | エンリケポッソーロ大賞                                                                      | ディアナ大賞                                                                             | ゼリアゴンザーガペシュートデカストロ大賞                                     | ブラジル大賞                                        | 出典                                             |
| --------- | --------------------------------------------------------------- | --- | ----------------------------------------------------------------------------------- | ------------------------------------------------------------------------------------------- | ---------------------------------------------------------------------------------------- | ---------------------------------------------------------------------------- | --------------------------------------------------- | ------------------------------------------------ |
| 2020-2021 | 3着：Joao Da Jandinha 10着：Iron Kentucky 13着：Olympic Kremlin | 1着：Culo E Camicia 3着：Olympic Korchnoi 5着：Olympic Kremlin 10着：Joao Da Jandinha 12着：Iron Kentucky 13着：Imperatore Pietro | 1着：Olympic Kremlin 2着：Olympic Korchnoi 3着：Imperatore Pietro 8着：Pegasus Hero | 1着：Janelle Monae 12着：Quick Gold                                                         | 1着：Janelle Monae 6着：Non Merci 7着：The Sister 8着：Zarabatana 13着：Imperatriz Agnes | 1着：Janelle Monae 2着：Zarabatana 3着：Non Merci 4着：The Sister 9着：Zanda | 4着：Olympic Kremlin 8着：Novo Sol 10着：Zarabatana | [ 27 ] [ 28 ] [ 29 ] [ 30 ] [ 31 ] [ 32 ] [ 33 ] |
| 2021-2022 | 6着：Online 16着：Falstaff                                      | 1着： Online 4着：Regal Eurus |                                                                                     | 2着：La Louviere 5着：Justice Girl 6着：Chave Mestre 9着：Becassine 11着：Uccellino Ribelle | 1着：Look Of Love 2着：High Wire 3着：Chave Mestre 4着：Justice Girl 7着：La Louviere    |                                                                              |                                                     | [ 34 ] [ 35 ] [ 36 ] [ 37 ]                      |

## エピソード
- アグネスゴールド、アグネスタキオン両方を管理する長浜調教師は、スプリングステークス後「河内騎手はゴールド、タキオンどちらに乗ってくれるのか・・どっちにも乗らないとか」とジョークをとばし報道陣を爆笑させた。
- 全兄のフサイチゼノンもアメリカで種牡馬となっている。日本生産馬が兄弟揃ってアメリカで種牡馬となっているのはめずらしいケースである。

## 血統表
| アグネスゴールドの血統                             | アグネスゴールドの血統                               | アグネスゴールドの血統                            | （血統表の出典）                                  | （血統表の出典） |
| 父系                                               | サンデーサイレンス系/ヘイロー系                      | サンデーサイレンス系/ヘイロー系                   | サンデーサイレンス系/ヘイロー系                   | [ § 2 ]          |
| 父 * サンデーサイレンス Sunday Silence 1986 青鹿毛 | 父の父Halo 1969 黒鹿毛                               | Hail to Reason                                    | Turn-to                                           | Turn-to          |
| 父 * サンデーサイレンス Sunday Silence 1986 青鹿毛 | 父の父Halo 1969 黒鹿毛                               | Hail to Reason                                    | Nothirdchance                                     |                  |
| 父 * サンデーサイレンス Sunday Silence 1986 青鹿毛 | 父の父Halo 1969 黒鹿毛                               | Cosmah                                            | Cosmic Bomb                                       | Cosmic Bomb      |
| 父 * サンデーサイレンス Sunday Silence 1986 青鹿毛 | 父の父Halo 1969 黒鹿毛                               | Cosmah                                            | Almahmoud                                         |                  |
| 父 * サンデーサイレンス Sunday Silence 1986 青鹿毛 | 父の母Wishing Well 1975 鹿毛                         | Understanding                                     | Promised Land                                     | Promised Land    |
| 父 * サンデーサイレンス Sunday Silence 1986 青鹿毛 | 父の母Wishing Well 1975 鹿毛                         | Understanding                                     | Pretty Ways                                       |                  |
| 父 * サンデーサイレンス Sunday Silence 1986 青鹿毛 | 父の母Wishing Well 1975 鹿毛                         | Mountain Flower                                   | Montparnasse                                      | Montparnasse     |
| 父 * サンデーサイレンス Sunday Silence 1986 青鹿毛 | 父の母Wishing Well 1975 鹿毛                         | Mountain Flower                                   | Edelweiss                                         |                  |
| 母 エリザベスローズ 1989 栗毛                      | 母の父* ノーザンテースト Northen Taste 1971 栗毛     | Northern Dancer                                   | Nearctic                                          | Nearctic         |
| 母 エリザベスローズ 1989 栗毛                      | 母の父* ノーザンテースト Northen Taste 1971 栗毛     | Northern Dancer                                   | Natalma                                           |                  |
| 母 エリザベスローズ 1989 栗毛                      | 母の父* ノーザンテースト Northen Taste 1971 栗毛     | Lady Victoria                                     | Victoria Park                                     | Victoria Park    |
| 母 エリザベスローズ 1989 栗毛                      | 母の父* ノーザンテースト Northen Taste 1971 栗毛     | Lady Victoria                                     | Lady Angela                                       |                  |
| 母 エリザベスローズ 1989 栗毛                      | 母の母* ノーベンバーローズ November Rose 1982 黒鹿毛 | Caro                                              | * フォルティノ                                    | * フォルティノ   |
| 母 エリザベスローズ 1989 栗毛                      | 母の母* ノーベンバーローズ November Rose 1982 黒鹿毛 | Caro                                              | Chambord                                          |                  |
| 母 エリザベスローズ 1989 栗毛                      | 母の母* ノーベンバーローズ November Rose 1982 黒鹿毛 | Jedina                                            | What a Pleasure                                   | What a Pleasure  |
| 母 エリザベスローズ 1989 栗毛                      | 母の母* ノーベンバーローズ November Rose 1982 黒鹿毛 | Jedina                                            | Killaloe                                          |                  |
| 母系(F-No.)                                        | ノーベンバーローズ系(FN:16-a)                        | ノーベンバーローズ系(FN:16-a)                     | ノーベンバーローズ系(FN:16-a)                     | [ § 3 ]          |
| 5代内の近親交配                                    | Almahmoud 4×5=9.38% Lady Angela 5･4（母内）=9.38%    | Almahmoud 4×5=9.38% Lady Angela 5･4（母内）=9.38% | Almahmoud 4×5=9.38% Lady Angela 5･4（母内）=9.38% | [ § 4 ]          |
| 出典                                               | 1. 2. 3. 4.                                          | 1. 2. 3. 4.                                       | 1. 2. 3. 4.                                       | 1. 2. 3. 4.      |

- 全兄にフサイチゼノン、全弟にリミットレスビッドらがいる。
- 母の全妹クリスマスローズの孫にナターレ、さらにその産駒にガイアフォースがいる。